# Sourethbeek
De Sourethbeek is een beek in Nederlands Zuid-Limburg in de gemeente Simpelveld. De beek ligt ten noordoosten van de plaats Simpelveld bij Baaks-Sweijer en Rodeput op de rechteroever van de Eyserbeek. 

## Ligging
De Sourethbeek ligt in het Eyserbeekdal en is onderdeel van het stroomgebied van de Maas. De beek ontspringt ten noordoosten van Sweijer nabij de Rolduckerweg op de zuidoostelijke helling van het Plateau van Ubachsberg. Vanaf daar stroomt ze eerst in zuidwaartse richting langs een hellingbos en daarna richting het zuidwesten. Bij Rodeput en Huize Loreto mondt de beek uit in de Eyserbeek, vlak voordat de Eyserbeek door het Hellingbos stroomt.